# Прогресс (автобус)

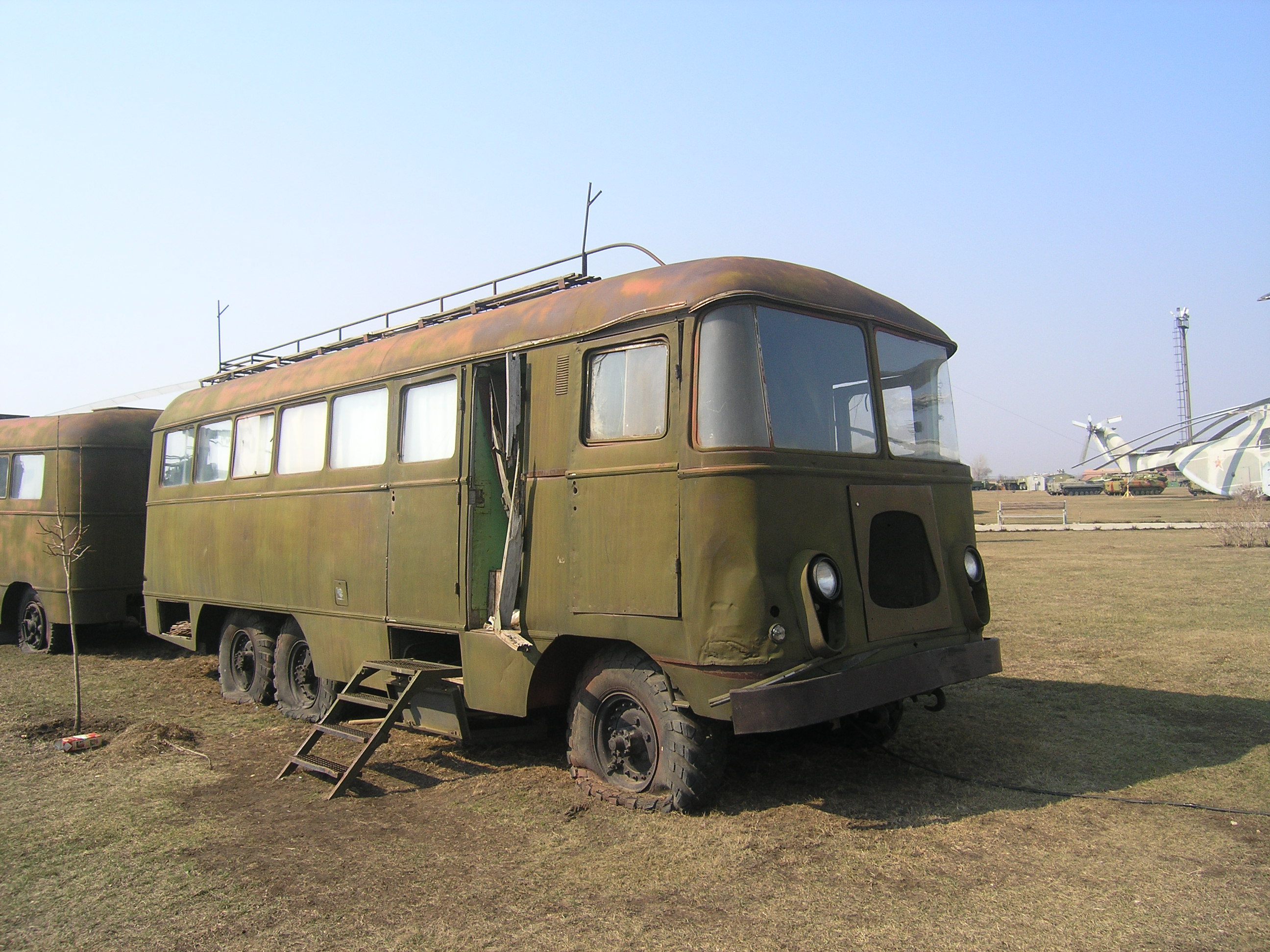
Штабной автобус «Прогресс-7» в экспозиции Технического музея в Тольятти, 2010

53-й авторемонтный завод МО СССР «Прогресс» — предприятие, производившее автобусы на шасси грузовиков ГАЗ и ЗиЛ с конца 1940-х по начало 1990-х гг. для нужд ГСОВГ (ГСВГ, ЗГВ) в Кёнигс-Вустерхаузене в/ч пп 18702 (ГДР).

## История
Предыстория завода относится к началу Великой Отечественной войны, когда в августе 1941 года был создан 11-й отдельный ремонтно-восстановительный батальон в составе Северо-Западного фронта. Впоследствии он неоднократно переформировывался и до Берлина дошёл уже как 263-й ОРВБ 1-го Белорусского фронта. Именно на его базе в соответствии с директивой Генерального штаба Красной Армии № ОРГ/1/137 и приказом начальника АВТУ ГСОВГ № 091 от 25 июля 1945 года был образован 53-й автомобильный ремонтный завод, впоследствии названный «Завод «Прогресс».
Предприятие начало работу на площадке в деревне Цезен на окраине Кёнигс-Вустерхаузена, где после окончания войны был расквартирован 263-й батальон. На этом месте до войны располагалось поместье известного немецкого инженера-кораблестроителя Иоганна Шютте. Здесь была его первая дирижаблестроительная фабрика, от которой «Прогрессу» достались заброшенный аэродром и несколько старинных зданий. По легенде, в одном из этих корпусов, ставшим автобусным цехом, и был построен первый дирижабль Шютте, главного конкурента Цеппелина. В 1930-е годы после разорения предприятия Lanz-Schlitte территорию отдали немецкой рейхc-почте, а в послевоенное время большинство затопленных и полуразрушенных цехов находились в запустении. Однако для организации массового ремонта предприятию требовались более подходящие корпуса, поэтому с января 1947 года основное производство было переведено в цеха бывшей фирмы Bussing в Шёневайде располагавшейся в Берлине. При этом территория в Цезене осталась закрепленной за заводом — здесь был организован цех по ремонту автомобилей. Первоначально завод был ориентирован на капитальный ремонт трофейной и ленд-лизовской техники, которая в большом количестве оставалась на территории Восточной Европы после войны. Уже в 1945 году предприятие выпустило свой первый автобус под маркой «Прогресс-1» на шасси ЗиС-5 (по другим данным, на шасси Studebaker). Эти автобусы выпускались мелкосерийно и предназначались для перевозки детей в школы. В 1956 году их сменили более современные автобусы «Прогресс-3» на шасси ГАЗ-51. Они были практически полной копией прототипа ПАЗ-651 и отличались от него лишь отсутствием аншлага и характерной эмблемой «Прогресс» на боковине капота. В этот же период активно развивается и ремонтное производство: в 1954 году завод освоил ремонт карданных валов и изготовление ШРУСов типа Studebaker, a на следующий год была оборудована мастерская для изготовления радиаторов.
К началу 1960-х годов предприятие освоило выпуск передвижных ремонтных мастерских ПАРМ и МТО-АТ, штабных автобусов АШ-63, «Прогресс-6» на шасси ГАЗ-63 и «Прогресс-7», а позже «Прогресс-9» на шасси ЗиЛ-157 и прицепов ПШ-1 на шасси МАЗ-7204. По отдельным заказам изготавливались и кузова-фургоны под радиостанции и другое оборудование для армии. На кузовном производстве работали исключительно немцы: они разрабатывали техническую документацию и собирали автобусы в цехе. Для простого обывателя это покажется по крайней мере странным, но на военном советском заводе немецкий трудовой коллектив составлял значительную часть всех работников: в разные годы численность персонала варьировалась от 600 до 3000 человек. Формально все работники подчинялись начальнику завода, советскому офицеру, но на практике у вольнонаёмных немцев был свой так называемый «представитель немецкого коллектива», через которого осуществлялось выполнение работ. На «Прогрессе», как и на других заводах ГСВГ, немцы и «наши» в основном трудились отдельно: немецкие и советские цеха были обособлены. Более того, в составе заводского техотдела была немецкая группа, которая занималась автобусами. Достаточно сказать, что даже документация на все автобусы «Прогресс» была полностью на немецком языке с грифом Werk Progress («Завод Прогресс»). Различались и трудовые графики. Немцы работали 6 дней в неделю, с 6 до 14 часов, в то время как советские служащие попадали под трудовое законодательство СССР и работали пять дней, с 9 до 18 часов.
В 1958 году завод изготовил 15 автобусов «Прогресс-3», а в 1959 году появился автобус «Прогресс-4», который впоследствии был модернизирован под названием «Прогресс-5». У него были сделаны новые окна с раздвижными форточками, немного изменилась форма кузова. Но, несмотря на все изменения, он так и оставался автобусом архаичной капотной компоновки с ограниченной пассажировместимостью. Поэтому было принято решение разработать современный автобус вагонного типа с использованием того же шасси ГАЗ-51А. Так, в 1964 году на свет появились «Прогресс-8» — первые автобусы марки «Прогресс», в которых было предусмотрено характерное пассажирское место рядом с водителем, предназначенное для старшего по автобусу.
Массовое производство новых автобусов с эмблемой «ЗП» было организовано на новом месте, так как пришла директива о передислокации завода обратно в Цезен. Это было сделано по политическим соображениям: считалось, что в столице независимой ГДР расположение советских войсковых частей неприемлемо. Чтобы обеспечить переезд всего производства на территорию филиала, общая площадь которой составляла 36,6 га, восстановили несколько старых корпусов, которые в послевоенное время не использовались и находились в запустении.
К маю 1965 года предприятие полностью перебазировалось в Цезен. Здесь развернулось полномасштабное строительство: было построено несколько цехов, в том числе новый главный корпус, в котором располагались моторный, агрегатный и монтажный цеха. Полная реконструкция предприятия позволила к началу 1970-х годов довести мощности по ремонту примерно до 1500—2000 автомобилей в год.
Этого с лихвой хватало для обеспечения потребностей ГСВГ. Чтобы загрузить производство, приходилось возить «Уралы», ЗИЛы и ГАЗы из других войсковых групп, а также ближайших регионов СССР, в частности из Западной Украины. Однако практика ремонта автомобилей, эксплуатируемых вне Группы, продолжалась недолго, и завод работал не на полную мощность.
Это давало возможность загрузить предприятие производством автобусов и штабных машин. В 1973 году на заводе начали выпускать модернизированный автобус модели «Прогресс-12», который отличался от «Прогресс-8» новым шасси ГАЗ-53А. На внешности автобуса эти изменения почти не отразились: уменьшился лишь задний свес (из-за более длинной базы шасси), рисунок решетки капота и появились габаритные огни на передних и задних скатах крыши. Кроме него на заводе в это же время выпускали пассажирские кузова-фургоны двух типоразмеров для установки на ГАЗ-51А (короткие) и ЗИЛ-130 (длинные), которые конструктивно представляли собой заднюю часть автобуса «Прогресс-12». Обозначения этих вахтовых автобусов выяснить не удалось.
Между тем продолжались работы по внедрению технологии изготовления цельнометаллических автобусных кузовов. Первым в 1970 году стал опытный автобус «Прогресс-10» на шасси ГАЗ-66, имевший кузов фургонного типа. Он лег в основу серийного автобуса «Прогресс-30», разработанного к 30-летнему юбилею завода и освоенного в 1976 году.
В последующие годы производство автобусов носило стабильный характер — в соответствии с заказами автослужбы ГСВГ в год завод изготавливал 100—200 автобусов марки «Прогресс».
В 1980 году началось проектирование модернизированного автобуса «Прогресс-35». Его выпуск был освоен в 1983 году. Новинка базировалась на шасси ГАЗ-53-12 и отличалась от предшественника лишь оформлением передка, увеличенными по размеру форточками в боковых окнах и задними фонарями советского производства (на «Прогресс-30» светотехника стояла от грузовиков IFA). Однако и в таком виде они выпускались недолго — вскоре на смену пришли автобусы «Прогресс-35» второго поколения с новыми бамперами и выразительной овальной эмблемой, которая сменила лаконичный заводской логотип «ЗП» и стала в своем роде символом автомобильной службы ГСВГ. Не стояло на месте и ремонтное производство. На заводе в 1983 году был введен поточный метод капитального ремонта автомобилей и агрегатов, смонтированы механизированные линии разборки, мойки, дефектовки, восстановления изношенных деталей, сборки. К середине 1980-х годов месячный выпуск автомобилей из ремонта составлял: «Урал» — 30-50 шт., КамАЗ −20-30 шт., КрАЗ — 10-12 шт., ЗИЛ — 20-30 шт.
К этому времени завод уже не производил капремонт автомобилей ГАЗ, так как гражданских вариантов типа ГАЗ-51, ГАЗ-52 и ГАЗ-53 в ГСВГ было очень немного, а используемые в армии ГАЗ-66 ремонтировали на другом предприятии — на заводе «Красная Звезда» (г. Лейпциг). Это создавало определённые проблемы: поскольку ГАЗ поставлял шасси под автобусы в виде полнокомплектных грузовиков с кабиной и бортовой платформой, ненужные кабины в большом количестве скапливались на территории завода. И если бортовые кузова ещё как-то могли быть пригодны, например, для изготовления пола автобусов, то кабины валялись без надобности.
Завод спокойно существовал до конца 1980-х годов, пока не начались демократические процессы в Германии. В преддверии объединения ФРГ и ГДР пошли слухи о расформировании Группы, а в верхах началась подготовка к выводу войск. В связи с этим со стороны командования МО СССР заводу был предложен участок под г. Старые Дороги (Минская обл., БССР), однако от поспешной передислокации завода в голое поле быстро отказались, чтобы впоследствии найти для такого крупного авторемонтного предприятия место поближе к Москве. В то же время по указанию ГлАВТУ документация на автобус «Прогресс-35» была передана львовскому 28-му авторемонтному заводу Прикарпатского военного округа. Началось ли там производство «Прогрессов» неизвестно, но 53 АРЗ из-за сокращения заказов стал выпускать менее 100 автобусов в год, объёмы ремонта сократились.
В ноябре 1989 года, несмотря на приближающееся расформирование ЗГВ, по инициативе начальника автослужбы генерал-майора B. C. Артемьева на заводе создали экспериментальную группу для разработки перспективной модели автобуса «Прогресс-40». Он получил новую облицовку радиатора, прямоугольные фары и ветровые стекла большей площади. Несколько из них были в исполнении «Прогресс-40М» и отличались меньшим числом сидений, наличием шкафа для вещей и дополнительного отопителя.
Первые 30 автобусов на шасси ГАЗ-3307 были готовы к 27 апреля 1990 года. Сжатые сроки диктовались тем, что ежегодно в День Победы представители командования и общественности ГСВГ совместно с немецкими властями возлагали венки к памятникам советским воинам в Берлине и других городах Германии. Делегация ЗГВ обычно направлялась в Берлин колонной, состоящей из автобусов «Прогресс-35». К 45-летию Победы командованием ЗГВ было принято решение направить на это мероприятие колонну из новых автобусов «Прогресс-40» в пику негативным настроениям в связи выводом войск. Выпуск этих автобусов был освоен в начале 1991 года на смену «Прогрессу-35».
По итогам проведённого мероприятия в мае 1990 года состоялась техническая конференция автомобильной службы ЗГВ, на которой были высказаны замечания и пожелания по улучшению автобуса, после чего развернулась работа по созданию нового варианта автобуса «Прогресс-45». Эту модель предполагалось использовать в качестве автобуса для представительских поездок, число которых в этот период резко возросло. В основном учитывались замечания и пожелания по эргономике и внешнему виду автобуса.
В июне 1990 года был изготовлен опытный образец нового варианта автобуса. В нём были учтены замечания по «40-й» модели, указанные на технической конференции. Характерной особенностью «Прогресса-45» были ветровые стекла от ЛАЗ-695Н. К массовому производству он не предполагался, и его выпуск носил заказной характер. Всего было изготовлено, по некоторым данным, 4-5 экземпляров.
К 1991 году были разработаны и запущены в производство новые модели автобусов «Прогресс-40», «Прогресс-45» с промежуточной модификацией «Прогресс-40М».
После распада СССР производственная программа по выпуску автобусов была свернута практически полностью. Вместо этого завод освоил капитальный ремонт тех, которые продолжали эксплуатировать в ЗГВ.
Ещё в 1991 году были предприняты попытки создать на базе ремонтных заводов ГСВГ совместные с немцами предприятия. Например, немецкая фирма строительной индустрии Bison из Шпринге совместно с Минлеспромом СССР, посетив заводы ЗГВ, высказала заинтересованность в создании таких СП. Предполагалось разместить на заводах изготовление оборудования для производства строительных конструкций и материалов, комплектующих для строительства и т. д. Всё это вполне согласовывалось с предстоящей задачей размещения и обустройства войск, выводимых на территорию СССР. Такое решение меняло специализацию заводов, но в целом помогало сохранить производственную деятельность. Однако внутрисоюзные события августа 1991 года с путчем и Беловежскими соглашениями поставили крест на этом проекте.
В ноябре 1991 года, завод «Прогресс» посетил первый зампред Верховного Совета РСФСР С. А. Филатов, восхитившийся масштабами и состоянием завода и высказал мысль о необходимости сохранения действующего в Цезене производства. В связи с досрочным выводом войск проект осуществлен не был.
С выводом других заводов ГСВГ «Прогрессу» как оставшемуся предприятию поручили ремонт и другой техники, в том числе легковых автомобилей для штаба, пока в 1993 году не встал вопрос о том, что делать с производством дальше.
В итоге 53-й АРЗ, потерявший в связи с выводом войск название «Прогресс», было решено передислоцировать в течение мая-июня 1994 года в подмосковный Ногинск, однако было вывезено только ценное оборудование и остатки ремфонда на 172-й ЦАРЗ, находящийся в Воронеже, а в сентябре недвижимое имущество «Прогресса» передано правопреемнику рейхс-почты компании Deutsche Telecom AG.
После ликвидации завода корпуса бывшего предприятия были снесены. Единственным напоминанием о заводе остались только два старинных здания бывшего поместья, где располагалось заводоуправление, и центральная проходная с воротами. Если же говорить об автобусах марки «Прогресс», то подавляющее их большинство было вывезено вместе с другой техникой в Россию.

## Модельный ряд

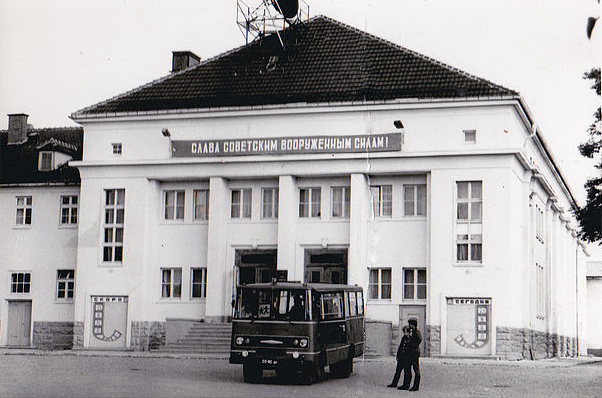
Автобус «Прогресс-30» 39-й гв. мсд в Ордруфе, 1982 г.

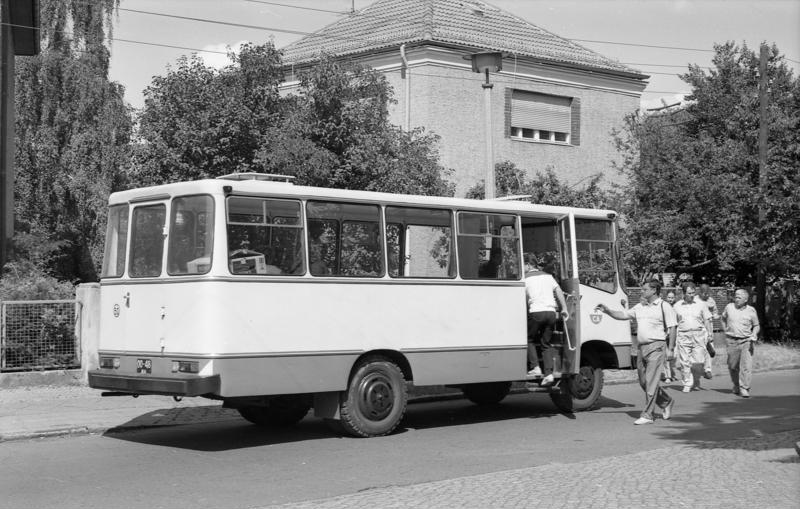
Автобус «Прогресс-35» у музея «Берлин-Карлсхорст», 1991 г.

За годы производства завод выпускал несколько моделей автобусов:
- «Прогресс-1» — школьный капотный автобус на шасси ЗиС-5.
- «Прогресс-3» — капотный автобус на шасси ГАЗ-51. Выпускался в 1947—1956 гг. (Фото)
- «Прогресс-3» — капотный автобус на шасси ГАЗ-51А. Выпускался в 1956—1959 гг.
- «Прогресс-4» — капотный автобус на шасси ГАЗ-51А. Выпускался с 1959 г. по начало 1960-х гг.
- «Прогресс-5» — капотный автобус на шасси ГАЗ-51А с оригинальным пассажирским кузовом. Выпускался с начала 1960-х гг. (Фото)
- «Прогресс-7» — штабной бескапотный автобус на шасси ЗИЛ-157. Строился в 1960-х и до первой половине 1970-х годов. (Фото)
- «Прогресс-8» — бескапотный автобус на шасси ГАЗ-51А. Строился в конце 1960-х и первой половине 1970-х годов. (Фото)
- «Прогресс-9» — штабной бескапотный автобус на шасси ЗИЛ-157К. Строился в первой половине 1970-х годов. (Фото)
- «Прогресс-12» — бескапотный автобус на шасси ГАЗ-53. Строился с начала до второй половины 1970-х гг. (Фото)
- «Прогресс-30» — бескапотный автобус на шасси ГАЗ-53. Строился со второй половины 1970-х гг. до середины 1980-х гг. (Фото)
- «Прогресс-35» — бескапотный автобус на шасси ГАЗ-53. Строился со второй половины 1980-х гг. до начала 1990-х гг. (Фото)
- «Прогресс-40» (Фото)

## Применение
Автобусы «Прогресс» выпускались для нужд ГСВГ, и поэтому их можно было увидеть только в ГДР в автомобильных частях Советской Армии. После вывода ЗГВ из Германии, автобусы последних серий выпуска вплоть до середины 2000-х гг. можно было встретить на дорогах России и Украины.